# 追日
《追日》是一部军人题材的电视剧，也是中国中央电视台2004年最后一部晚间大戏。由22集中国军事电视连续剧《DA师》导演郑方南执导。一共24集（香港集数：25集）。由中国中央电视台、前线话剧团2004年出品。由侯勇、陶慧敏、徐洪浩主演。

## 演员名单
- 侯　勇饰肖九天
- 程建勋饰肖九天（老年）
- 徐洪浩饰马　骏
- 桂步云饰马　骏（老年）
- 陶慧敏饰乔喜珍
- 陶玉玲饰乔喜珍（老年）
- 宁晓志饰孟家和
- 程　愫饰陶小娟
- 李翠云饰冯延花
- 高兰村饰黑副司令
- 于和伟饰木村一郎
- 王安丽饰马骏母
- 周慧林饰郑新生
- 洪　卫饰崔乐行
- 郭广平饰肖　建